# Central Bank of Ireland
Central Bank of Ireland, irl. Banc Ceannais na hÉireann – irlandzki bank centralny z siedzibą w Dublinie. Emitent waluty euro na terenie Irlandii, wcześniej funta irlandzkiego.  Wchodzi w skład Eurosystemu.
W latach 1979–2017 bank posiadał główną siedzibę na Dame Street oraz biura w Iveagh Garden oraz Dame Street w Dublinie. Dotychczasowe lokalizacje zostały zamknięte z chwilą otwarcia wiosną roku 2017 nowej siedziby banku w North Wall Quay, Dublin.
Bank został założony w 1943 roku, a od 1972 roku zgodnie z ustawą o banku centralnym sprawuje kontrolę nad polityką pieniężną Irlandii.